# Trasformata di Weierstrass
In matematica, la trasformata di Weierstrass è una trasformata integrale di una funzione {\displaystyle f:\mathbb {R} \to \mathbb {R} }, che deve il suo nome al matematico tedesco Karl Weierstrass. La trasformata è intuitivamente una versione "smussata" di {\displaystyle f(x)}, ottenuta mediando il valore di {\displaystyle f} e pesando con una funzione gaussiana centrata in {\displaystyle x}.

Il grafico di una funzione (in nero) e le sue trasformate di Weierstrass generalizzate per 5 valori del parametro. La trasformata di Weierstrass standard è data dal caso (in verde)

## Formulazione matematica
In modo più specifico, è la funzione {\displaystyle F} definita da
{\displaystyle F(x)={\frac {1}{\sqrt {4\pi }}}\int _{-\infty }^{\infty }f(y)\;e^{-{\frac {(x-y)^{2}}{4}}}\;dy={\frac {1}{\sqrt {4\pi }}}\int _{-\infty }^{\infty }f(x-y)\;e^{-{\frac {y^{2}}{4}}}\;dy~,}
che è la convoluzione di {\displaystyle f} con la funzione gaussiana
{\displaystyle {\frac {1}{\sqrt {4\pi }}}e^{-x^{2}/4}~.}
Il fattore {\displaystyle 1/{\sqrt {4\pi }}} è scelto in modo che l'integrale della Gaussiana sia 1, cosicché le funzioni costanti non vengano cambiate dalla trasformata di Weierstrass.
Invece di {\displaystyle F}, spesso viene indicata con {\displaystyle W[f](x)}. Da notare che, poiché l'integrale potrebbe non convergere, non è detto che {\displaystyle F} sia definita per ogni numero reale {\displaystyle x}.
La trasformata di Weierstrass è strettamente collegata all'equazione del calore (o, equivalentemente, all'equazione di diffusione con coefficiente di diffusione costante). Se la funzione {\displaystyle f} descrive la temperatura iniziale in ogni punto di una sbarra infinitamente lunga con conduttività termica costante uguale a 1, allora la distribuzione di temperatura a {\displaystyle t=1} sarà data dalla funzione {\displaystyle F}. Utilizzando valori di {\displaystyle t} differenti da 1, si può definire la trasformata di Weierstrass generalizzata di {\displaystyle f}.
La trasformata di Weierstrass generalizzata fornisce uno strumento per approssimare arbitrariamente bene una data funzione integrabile {\displaystyle f} con funzioni analitiche.

## Nomi
Weierstrass utilizzò la trasformata nella sua originale dimostrazione del teorema di approssimazione di Weierstrass. È anche conosciuta come la trasformata di Gauss–Weierstrass, da Carl Friedrich Gauss, e come la trasformata di Hille, da Einar Hille che la studiò ampiamente. La generalizzazione delle trasformata {\displaystyle W_{t}} è conosciuta in analisi dei segnali come filtro gaussiano e in elaborazione delle immagini (quando realizzata in {\displaystyle \mathbb {R} ^{2}}) come sfocatura gaussiana ("gaussian blur" in inglese).

## Trasformata di alcune funzioni importanti
Come menzionato prima, ogni funzione costante è la sua stessa trasformata. La trasformata di Weierstrass di qualsiasi polinomio è un polinomio dello stesso grado e con lo stesso coefficiente direttore, lasciando quindi la crescita asintotica invariata. In particolare, se {\displaystyle H^{n}} indica il polinomio di Hermite fisico di grado {\displaystyle n}, allora la trasformata di Weirstrass di {\displaystyle H^{n}(x/2)} è semplicemente {\displaystyle x^{n}}. Questo si può dimostrare sfruttando il fatto che la funzione generatrice dei polinomi di Hermite è strettamente collegata al nucleo gaussiano utilizzato nella definizione della trasformata di Weierstrass.
La trasformata di Weierstrass della funzione {\displaystyle e^{ax}}, dove {\displaystyle a} è una costante arbitraria, è {\displaystyle e^{a^{2}}e^{ax}}. La funzione {\displaystyle e^{ax}} è quindi un'autofunzione della trasformata di Weierstrass (questo, infatti, è vero più in generale per ogni trasformata convolutiva).
Sostituendo {\displaystyle a=bi}, dove {\displaystyle i} è l'unità immaginaria, e applicando l'identità di Eulero, si vede che la trasformata di Weierstrass della funzione {\displaystyle \cos(bx)} è {\displaystyle e^{-b^{2}}\cos(bx)} e della funzione {\displaystyle \sin(bx)} è {\displaystyle e^{-b^{2}}\sin(bx)}.
La trasformata di Weierstrass della funzione {\displaystyle e^{ax^{2}}} è
{\displaystyle {\frac {1}{\sqrt {1-4a}}}e^{\frac {ax^{2}}{1-4a}}}      se {\displaystyle a<1/4} e non definita se {\displaystyle a\geq 1/4}.
In particolare, scegliendo {\displaystyle a} negativo, è evidente che la trasformata di Weierstrass di una funzione gaussiana è ancora una gaussiana ma più "larga".

## Proprietà generali
La trasformata di Weierstrass assegna a ogni funzione {\displaystyle f} una nuova funzione {\displaystyle F} in modo lineare. Inoltre è invariante sotto traslazione, cioè la trasformata della funzione {\displaystyle f(x+a)} è {\displaystyle F(x+a)}. Entrambe queste proprietà sono vere in generale per ogni trasformata integrale costruita attraverso la convoluzione.
Se la trasformata {\displaystyle F(x)} esiste per i numeri reali {\displaystyle x=a} e {\displaystyle x=b}, allora esiste per ogni valore compreso fra di essi e forma una funzione analitica. Inoltre, {\displaystyle F(x)} esiste per tutti i numeri complessi con {\displaystyle a\leq \Re (x)\leq b} e su tale striscia è una funzione olomorfa. Questa è la definizione formale di "liscezza" di {\displaystyle F} citata prima.
Se {\displaystyle f} è integrabile sull'intero asse reale (in altre parole, {\displaystyle f\in L^{1}(\mathbb {R} )}), allora lo è anche la sua trasformata di Weierstrass {\displaystyle F}. Se in aggiunta {\displaystyle f(x)\geq 0} per ogni {\displaystyle x}, allora {\displaystyle F(x)\geq 0} ovunque e gli integrali di {\displaystyle f} e {\displaystyle F} sono uguali. Questo esprime il fatto che l'energia termica totale è conservata dall'equazione del calore o che la quantità totale di materiale diffondente è conservata dall'equazione di diffusione.
Si può dimostrare che per {\displaystyle 0<p\leq \infty } e {\displaystyle f\in L^{p}(\mathbb {R} )}, si ha {\displaystyle F\in L^{p}(\mathbb {R} )} e {\displaystyle ||F||_{p}\leq ||f||_{p}}. Di conseguenza, la trasformata di Weierstrass costituisce un operatore limitato {\displaystyle W:L^{p}(\mathbb {R} )\to L^{p}(\mathbb {R} )}.
Se {\displaystyle f} è sufficientemente liscia, allora la trasformata di Weierstrass della k-esima derivata di {\displaystyle f} è uguale alla k-esima derivata della trasformata di Weierstrass di {\displaystyle f}.
Esiste una formula che mette in relazione la trasformata di Weierstrass {\displaystyle W} e la trasformata di Laplace bilatera {\displaystyle L}. Se si definisce
{\displaystyle g(x)=e^{-{\frac {x^{2}}{4}}}f(x)}
allora
{\displaystyle W[f](x)={\frac {1}{\sqrt {4\pi }}}e^{-x^{2}/4}L[g]\left(-{\frac {x}{2}}\right).}

### Filtro passa-basso
Si è visto sopra che la trasformata di Weierstrass di {\displaystyle \cos(bx)} è {\displaystyle e^{-b^{2}}\cos(bx)} e analogamente per {\displaystyle \sin(bx)}. In termini dell'analisi dei segnali, questo suggerisce che se il segnale {\displaystyle f} contiene la frequenza {\displaystyle b} (cioè contiene un addendo che è combinazione di {\displaystyle \sin(bx)} e {\displaystyle \cos(bx)}), allora il segnale trasformato {\displaystyle F} contiene la stessa frequenza, ma con un'ampiezza ridotta di un fattore {\displaystyle e^{-b^{2}}}. Questo ha come conseguenza che le frequenza più alte sono ridotte molto di più di quelle basse, e la trasformata di Weierstrass agisce quindi come un filtro passa-basso. Questo stesso risultato si ottiene anche tramite la trasformata di Fourier. Infatti, la trasformata di Fourier analizza un segnale in termini delle sue frequenza, trasforma convoluzioni in prodotti e gaussiane in gaussiane. La trasformata di Weierstrass è la convoluzione con una funzione gaussiana e perciò è la "moltiplicazione" del segnale trasformato secondo Fourier con una gaussiana, seguita dall'applicazione della trasformata di Fourier inversa. Questa moltiplicazione con una gaussiana nello spazio delle frequenze attenua le alte frequenze, che è altro modo di descrivere la proprietà di "liscezza" della trasformata di Weierstrass.

## La trasformata inversa
La seguente formula, strettamente collegata alla trasformata di Laplace della funzione gaussiana e interpretabile come una versione reale della trasformazione di Hubbard–Stratonovich, è relativamente semplice da dimostrare:
{\displaystyle e^{u^{2}}={\frac {1}{\sqrt {4\pi }}}\int _{-\infty }^{\infty }e^{-uy}e^{-y^{2}/4}\;dy.}
Ora si sostituisca {\displaystyle u} con l'operatore di differenziazione formale {\displaystyle D=d/dx} e si utilizzi l'operatore di shift di Lagrange
{\displaystyle e^{-yD}f(x)=f(x-y)},
quest'ultima conseguenza della serie di Taylor e della definizione della funzione esponenziale, per ottenere
{\displaystyle {\begin{aligned}e^{D^{2}}f(x)&={\frac {1}{\sqrt {4\pi }}}\int _{-\infty }^{\infty }e^{-yD}f(x)e^{-y^{2}/4}\;dy\\&={\frac {1}{\sqrt {4\pi }}}\int _{-\infty }^{\infty }f(x-y)e^{-y^{2}/4}\;dy=W[f](x)\end{aligned}}}
e quindi ricavare la seguente espressione formale per la trasformata di Weierstrass {\displaystyle W},
{\displaystyle W=e^{D^{2}}~,}
dove l'azione dell'operatore sulla destra su una funzione {\displaystyle f(x)} va interpretata come
{\displaystyle e^{D^{2}}f(x)=\sum _{k=0}^{\infty }{\frac {D^{2k}f(x)}{k!}}~.}
La precedente derivazione formale sorvola i dettagli sulla convergenza, e la formula {\displaystyle W=e^{D^{2}}} non è universalmente valida; ci sono molte funzioni {\displaystyle f} che hanno una trasformata di Weierstrass ben definita, ma per cui {\displaystyle e^{D^{2}}f(x)} non esiste.
Tuttavia, la regola è ancora utile e può, per esempio, essere usata per derivare le trasformate di Weierstrass dei polinomi, dell'esponenziale e delle funzioni trigonometriche descritte prima.
L'inversa formale della trasformata di Weierstrass è data quindi da
{\displaystyle W^{-1}=e^{-D^{2}}~.}
Di nuovo, questa formula non è in genere valida ma può servire come guida. Si può mostrare che è valida per certe classi di funzioni se l'operatore a destra è definito propriamente.
Si può, alternativamente, provare a invertire la trasformata di Weierstrass in una maniera leggermente diversa: data una funzione analitica
{\displaystyle F(x)=\sum _{n=0}^{\infty }a_{n}x^{n}~,}
applicando {\displaystyle W^{-1}} si ottiene
{\displaystyle f(x)=W^{-1}[F(x)]=\sum _{n=0}^{\infty }a_{n}W^{-1}[x^{n}]=\sum _{n=0}^{\infty }a_{n}H_{n}(x/2)}
utilizzando la proprietà dei polinomi di Hermite fisici {\displaystyle H^{n}}.
Nuovamente, questa formula per {\displaystyle f(x)} è nella migliore delle ipotesi formale, poiché non si è controllato che la serie finale convergesse. Ma se, per esempio, {\displaystyle f\in L^{2}(\mathbb {R} )}, allora la conoscenza di tutte le derivate di {\displaystyle F} in {\displaystyle x=0} è sufficiente per ricavare i coefficienti {\displaystyle a_{n}}, e ricostruire {\displaystyle f} come serie di polinomi di Hermite.
Un ulteriore metodo per invertire la trasformata di Weierstrass sfrutta la sua relazione con la trasformata di Laplace descritta prima, e la ben nota formula d'inversione per quest'ultima trasformata. Il risultato viene enunciato sotto per le distribuzioni.

## Generalizzazioni
Si può utilizzare la convoluzione con il nucleo gaussiano {\displaystyle {\frac {1}{\sqrt {4\pi t}}}e^{-{\frac {x^{2}}{4t}}}} (con {\displaystyle t>0}) per definire la trasformata di Weierstrass generalizzata {\displaystyle W_{t}}.
Per piccoli valori di {\displaystyle t}, {\displaystyle W_{t}[f]} è molto vicina a {\displaystyle f}, ma liscia. Più è grande {\displaystyle t}, più questo operatore media e varia la funzione {\displaystyle f}. Fisicamente, {\displaystyle W_{t}} corrisponde a seguire l'equazione del calore (o della diffusione) per {\displaystyle t} unità temporali. Dal momento che questo è additivo, allora
{\displaystyle W_{s}\circ W_{t}=W_{s+t},}
che corrisponde a "diffondere per {\displaystyle t} unità, e dopo per {\displaystyle s} unità, è equivalente a diffondere per {\displaystyle s+t}". Si può estendere anche per {\displaystyle t=0} definendo {\displaystyle W_{0}} come l'operatore identità (cioè la convoluzione con la funzione delta di Dirac), in modo da formare così un semigruppo di operatori.
Il nucleo {\displaystyle {\frac {1}{\sqrt {4\pi t}}}e^{-{\frac {x^{2}}{4t}}}} usato per la trasformata di Weierstrass generalizzata viene spesso chiamato nucleo di Gauss–Weierstrass, ed è la funzione di Green per l'equazione di diffusione {\displaystyle (\partial _{t}-D^{2})(e^{tD^{2}}f(x))=0} su {\displaystyle \mathbb {R} }.
Si può calcolare {\displaystyle W_{t}} da {\displaystyle W}: infatti, data una funzione {\displaystyle f(x)}, si definisce una nuova funzione {\displaystyle f_{t}(x)=f(x{\sqrt {t}})}. Allora {\displaystyle W_{t}[f](x)=W[f_{t}](x/{\sqrt {t}})}, come conseguenza dell'integrazione per sostituzione.
La trasformata di Weierstrass può essere definita anche per certe classi di distribuzioni o "funzioni generalizzate". Per esempio, la trasformata della delta di Dirac è la funzione gaussiana {\displaystyle {\frac {1}{\sqrt {4\pi }}}e^{-x^{2}/4}}.
In questo contesto, si possono dimostrare rigorose formule d'inversione, per esempio
{\displaystyle f(x)=\lim _{r\to \infty }{\frac {1}{i{\sqrt {4\pi }}}}\int _{x_{0}-ir}^{x_{0}+ir}F(z)e^{\frac {(x-z)^{2}}{4}}\;dz}
dove {\displaystyle x_{0}} è qualsiasi numero reale fissato per cui {\displaystyle F(x_{0})} esiste,  l'integrale si estende lungo la linea verticale nel piano complesso con parte reale {\displaystyle x_{0}}, e il limite viene preso nel senso delle distribuzioni.
La trasformata di Weierstrass può essere anche definita per funzioni (o distribuzioni) a valori reali (o complessi) su {\displaystyle \mathbb {R} ^{n}}. Si utilizza la stessa formula di convoluzione di prima ma si estende l'integrale su tutto {\displaystyle \mathbb {R} ^{n}} e si interpreta l'espressione {\displaystyle (x-y)^{2}} come il quadrato della lunghezza euclidea del vettore {\displaystyle x-y}. Inoltre, il fattore di fronte all'integrale deve essere aggiustato in modo che la gaussiana abbia integrale 1.
In generale, la trasformata di Weierstrass può essere definita su qualunque varietà riemanniana: l'equazione del calore si definisce usando l'operatore di Laplace-Beltrami, e la trasformata di Weierstrass {\displaystyle W[f]} si ricava seguendo la soluzione dell'equazione per un'unità temporale, partendo dalla distribuzione iniziale di temperatura {\displaystyle f}.

## Trasformate collegate
Se si considera la convoluzione con il nucleo {\displaystyle 1/(\pi (1+x^{2}))} invece di quello gaussiano, si ottiene la trasformata di Poisson, che smussa e media una data funzione in maniera simile alla trasformata di Weierstrass.